# ライトノベル (漫画)
『ライトノベル』（Light Novel ）は、なるしまゆりによる日本の漫画作品。
『ARIA』（講談社）にて2010年10月号から2012年6月号まで全20話連載された。単行本は全4巻。

## あらすじ
現役大学生の人気ライトノベル作家・左々暗龍（ささくら りゅう）は、自宅マンションで、自分の小説の読者だというミカトという少年と出会う。書き上げたばかりのその作品の中で、少年と同じ名の“ミカト”という登場人物を殺したばかりだった龍は、何となく気まずい思いに駆られる。翌日、ミカトから奇妙なメールを受け取ったと相談を受ける。龍の小説の登場人物と同じ格好をして拘束されている男の写真が添付されたそのメールは、龍の元にも届いていたが、誰かのいたずらだろうと考えた。
数日後、龍の小説のファンを公言していた女の子が、作品に出てくるキャラクターのコスプレをし、そのキャラクターと同じ死に方をし、龍の携帯電話にその写真が添付されたメールが送られてくる。気味の悪さと不可解さに苛まされる龍の元に、自分の小説に出てこないシーンを模した血まみれの靴の写真が送られてくる。怒りで「ふざけるな」と返信してしまった龍は、「創作が人間にもたらす影響を学術的に研究する『メディアミックスの世界』へのエントリーを確認した」とメールが届く。龍と加古川刑事はこれを、龍の小説を現実化する犯行予告と捉える。

## 登場人物
佐倉 龍（さくら りゅう）
本作の主人公。左々暗 龍（ささくら りゅう）というペンネームで執筆活動をするライトノベル作家。18歳の時に某小説賞に準入選し、翌年に大学入学と同時にデビュー。現在は「ガゼルシリーズ」という作品を書いている。
執筆中は登場人物に感情移入してしまい、口に出さないと筆が進まない気質の持ち主。
ミカト
龍の目の前に現れた奇妙な少年。
加古川（かこがわ）
刑事。33歳。いささか変人だが優秀。
豊（ゆたか）
年配の刑事。
橘 実果登（たちばな みかと）
関西の私立小学校の児童。父親は地方検察官、母親も司法試験合格者と、教育熱心な家庭で育った。11歳の時に殺人未遂事件の被害に遭い、意識不明の重体になる。転院のため救急車で搬送中に車中から失踪し、両親及び3歳年上の姉も行方不明になっている。連れ去られたような痕跡があった。

## 書誌情報
- なるしまゆり 『ライトノベル』 講談社〈ARIAコミックス〉 全4巻
  1. 2011年5月6日発売、ISBN 978-4-06-380513-0
  2. 2011年11月7日発売、ISBN 978-4-06-380546-8
  3. 2012年3月7日発売、ISBN 978-4-06-380562-8
  4. 2012年7月6日発売、ISBN 978-4-06-380582-6